# Zobida hemiphaea
Zobida hemiphaea is een vlinder uit de familie van de spinneruilen (Erebidae). De wetenschappelijke naam van deze soort werd voor het eerst voorgesteld als Phryganopsis hemiphaea door George Francis Hampson in een publicatie uit 1909.
Deze soort komt voor in Togo en Oeganda.